# Gomparou
Gomparou ist ein Arrondissement im Departement Alibori in Benin. Es ist eine Verwaltungseinheit, die der Gerichtsbarkeit der Gemeinde Banikoara untersteht. Gemäß der Volkszählung von 2002 hatte Gomparou 12.934 Einwohner, davon waren 6.360 männlich und 6.574 weiblich.